# Schermerhorn Symphony Center
Schermerhorn Symphony Center es una sala de conciertos en Nashville, Tennessee (Estados Unidos) inaugurada el 9 de septiembre de 2006. Es la sede de la Orquesta Sinfónica de Nashville.
Su construcción comenzó el 3 de diciembre de 2003 y su nombre homenajea a Kenneth Schermerhorn, director de la Nashville Symphony Orchestra entre 1983 y 2005, año de su fallecimiento. Con 2800 m², el Laura Turner Concert Hall tiene capacidad para 1872 espectadores. De líneas clásicas, el auditorio está diseñado en forma de caja de zapato al igual que los venerables Symphony Hall, Concertgebouw, Konzerthaus (Berlín) y Musikverein, de probado rendimiento acústico.